# 港大同學會書院

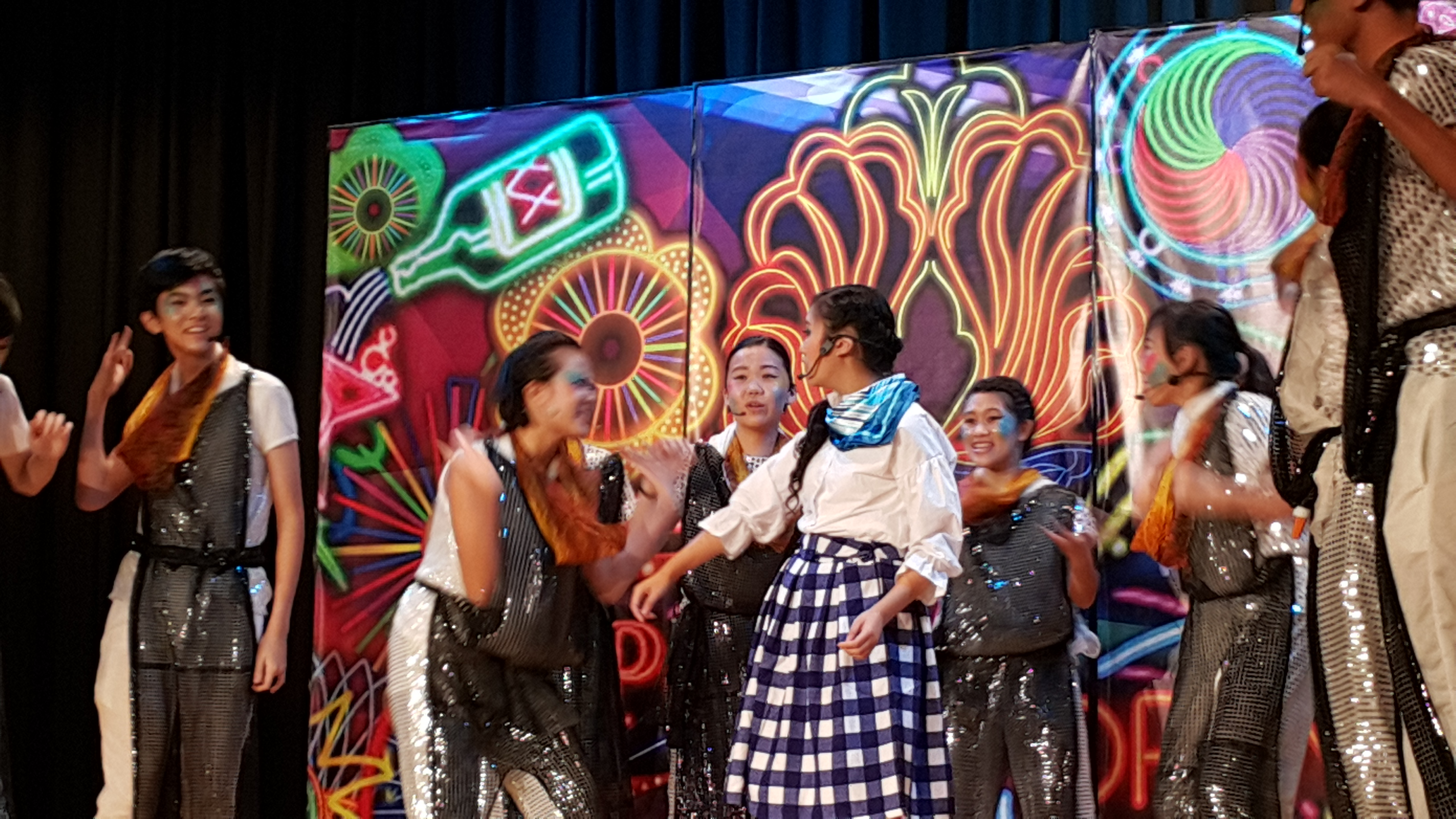
10周年校慶音樂劇的劇照

港大同學會書院（英語：Hong Kong University Graduate Association College）是香港一間直資中學，由香港大學畢業同學會教育基金建立。它是港大同學會小學的一條龍中學。辦學宗旨分別為「愛心與專業的結合」、「東西方文化的結合」、「學校與家庭的結合」跟「學校與社會的結合」。
港大同學會書院強調互動教學，且大部分學科以英語教學，鼓勵學生發問。
港大同學會書院一般被視為頂級排名的中學。

## 班別架構和命名
港大同學會書院現時有一至六年級（共33班）。該校設有「雙班主任制度」，也就是有兩位或三位老師同時擔任班主任。
以住曾以班主任姓氏頭個英文字作班名，舉例：若中五班主任姓吳和羅，班名就會叫做「S5NL」
跟大部份香港普通學校一樣，該校採用「H、K、U、G、A、C」6班（學校縮寫）去為班別命名。

## 校內設施
- 黃陳月莉行政大樓
- 力生教學大樓
- 賽馬會科學大樓
- 鄭承峰體藝中心
- 中央廣場
- 自然教育徑
- 藍海洋小賣部

## 社制
港大同學會書院有6個社團（House），他們的名字由名人命名，分別是：
- 紅社：Copland
- 橙社：Gandhi
- 黃社：Suukyi
- 綠社：Austen
- 藍社：Lao Zi
- 紫社：Newton

## 開設科目
中一至中二：中文、英文、數學、綜合科學、地理、西方歷史、中國歷史、電腦、音樂、體育（包括舞蹈）、家政（包括烹飪）、視覺藝術 、生命教育
中三：中文、英文、數學、生物、化學、物理、地理、西方歷史、商學、中國歷史、電腦、音樂、體育（包括舞蹈）、視覺藝術、公民經濟與社會
中四至中六：中文、英文、數學、國民教育、中國歷史、中國文學、英國文學、地理、歷史、經濟、數學M1/M2、生物、化學、物理、企業會計與財務概論、資訊及通訊科技、視覺藝術、DSE體育、體育（包括舞蹈）

## 校服
港大同學會書院的男生在冬季和夏季均須繫上領帶（香港稱領呔），為香港少數要求學生在夏季必須打領帶的中學。

## 港大同學會小學
港大同學會小學（英語：Hong Kong University Graduates Association Primary School）是香港大學畢業同學會教育基金下属的一間直資全日制小學，位於香港東區柴灣怡盛街九號，創校於2002年。港大同學會書院與該校同是一條龍學校，其校訓亦是「明德惟志、格物惟勤」。

## 公開考試佳績
港大同學會書院是於歷屆的香港中學文憑考試曾出產「7科5**狀元」（在甲類科目中至少3個選修科及4個核心科獲得5**成績）的40間學校之一。截至2024年，共有2位。
該校於2015年誕生2位狀元，2018年1位榜眼盧思齊（Amy） ，2020年2位榜眼容龍子、李君豪，2021年1位超級榜眼。

### 香港中學文憑考試狀元名單
- 2015年：譚樂敏（Melody），於香港大學修讀工商管理學學士(法學)及法學士(雙學位課程)。[5]
- 2015年：郭俊勤（James），於香港大學修讀內外全科醫學士。[5]

## 記事

### 十周年校慶
2015年12月5日及6日，港大同學會書院慶祝十周年，除開放校園給公眾參觀外，也安排多項學生表演包括音樂劇"Extravaganza"，還透過社交媒體作直播。

### 香港傑出學生選舉
截至2023年（第38屆），在香港傑出學生選舉共出產1名傑出學生。

## 著名校友

### 文藝界
- 布樂文：香港藝人

## 外部連結
- 港大同學會書院網站 （页面存档备份，存于）
- 香港大學畢業同學會教育基金網站 （页面存档备份，存于）